# Perené (rijeka)
Perené (špa. Río Perené) je rijeka u Južnoj Americi, u Peruu, na istočnim obroncima južnoameričkih Anda, koja nastaje sutokom rijeka Chanchamayo i Paucartambo, a nakon 165 km toka, sutokom s rijekom Ene formira rijeku Tambo.